# ويلي كايزر
ويلي كايزر (بالألمانية: Willy Kaiser)‏ (16 يناير 1912 – 24 يوليو 1986) هو ملاكم ألماني راحل، مثّل بلاده في الألعاب الأولمبية الصيفية 1936.

## روابط خارجية
ويلي كايزر على موقع أوليمبيديا (الإنجليزية)